# برج چیس ایندیاناپولیس
برج چیس ایندیاناپولیس (به انگلیسی: Chase Tower) آسمان‌خراش ۴۸ طبقه به ارتفاع ۲۱۳ متر، با کاربری اداری-تجاری است، که در شهر ایندیاناپولیس، ایندیانا، ایالات متحده آمریکا مستقر می‌باشد. پروژه ساخت این ساختمان در سال ۱۹۸۶ آغاز شد و در سال ۱۹۹۰ تکمیل و افتتاح گردید. شعبه مرکزی بانک چیس ایالت ایندیانا در این ساختمان مستقر می‌باشد.